# ピエール・ブルーノ
ピエール・ブルーノ（Pierre Bruno、1996年6月28日 - ）は、ユナイテッド・ラグビー・チャンピオンシップ、ゼブレ・パルマに所属するラグビーユニオン選手。

## プロフィール
- イタリア、ジェノヴァ出身[1]。
- ポジションはウィング(WTB)。
- 身長 183cm、体重 85kg
- U20イタリア代表に選ばれたことがある[2]。
- イタリア代表キャップは15（2024年3月現在）でラグビーワールドカップ2023のイタリア代表に選ばれた[3]。

## 略歴
モリアーノ、カルヴィザーノを経て、2017年、ゼブレ・パルマに加入。 